# 方法链式调用
方法链式调用（Method chaining），也称为命名参数惯用法（named parameter idiom）或者方法链，是面向对象编程语言中多个方法被调用时的常用语法。每个方法都返回一个对象，允许在单个语句中将调用链接在一起，而无需变量来存储中间结果。方法链式调用是一种语法糖。
类似的语法是方法级联调用，即调用一个对象的多个方法的语法糖。方法级联调用可以使用方法链式调用来实现，即让每个方法返回当前对象本身（this）。方法级联调用是流畅接口的一项关键技术，面向对象语言广泛实现了方法链式调用，但实现了方法级联调用的不多。链式和级联调用都来自 Smalltalk语言。
虽然方法链式调用是语法，但它具有语义后果，即需要方法返回一个对象；如果通过方法链式调用实现级联，这必须是当前对象本身。 这可以防止返回值被用于其他目的，例如返回错误值。

## 例子
一个常见例子是C++标准模板库中的iostream，其中运算符<<返回左参数对象，因此允许链式调用：
比较:
```
a
 
<<
 
b
 
<<
 
c
;

```

等价于:
```
a
 
<<
 
b
;

a
 
<<
 
c
;

```

另一个例子是JavaScript使用内建的数组方法:
```
somethings

  
.
filter
(
x
 
=>
 
x
.
count
 
>
 
10
)

  
.
sort
((
a
,
 
b
)
 
=>
 
a
.
count
 
-
 
b
.
count
)

  
.
map
(
x
 
=>
 
x
.
name
)

```